# George Edwards
Pour les articles homonymes, voir Edwards.
George Edwards, né le 3 avril 1694 à Stratford à l'est de Londres et mort le 23 juillet 1773 à Plaistow dans l'Essex, est un naturaliste britannique connu comme étant le père de l'ornithologie britannique.

## Biographie
Il découvre les arts et les sciences un peu par hasard. Sa famille hérite d'une bibliothèque appartenant à un proche et le jeune Edwards peut ainsi découvrir l'histoire naturelle, la peinture et la sculpture, l'astronomie et l'histoire antique.
Edwards décide alors de quitter la Grande-Bretagne. Il voyage longtemps à travers l'Europe où il étudie l'histoire naturelle. Il se fait connaître pour ses illustrations en couleurs d'animaux, notamment d'oiseaux. En 1733, sur la recommandation de Sir Hans Sloane (1660-1753), il devient le bibliothécaire du Royal College of Physicians (l'école royale de médecine) à Londres (poste que tenait Christopher Merrett (1614-1695) 70 ans avant lui) et dispose d'un appartement de fonction dans l'école même. Ce poste lui permet de découvrir des livres rares d'histoire naturelle et améliore encore ses connaissances.
En 1743, il publie le premier volume de son A natural history of uncommon birds, and of some other rare and undescribed animals..., le quatrième en 1751, et trois volumes supplémentaires, sous le titre de Gleanings of Natural History, en 1758, 1760 et 1764. Cet ouvrage lui vaut la médaille Copley en 1750.
Ces deux œuvres contiennent la description et l'illustration de plus de 600 objets d'histoire naturelle jamais décrits ou illustrés auparavant. Ils sont complétés par un index en français et en anglais. Une correspondance entre ses dénominations et leurs noms linnéens est définie par Carl von Linné (1707-1778) lui-même.
Il publie de nombreux articles dans les Philosophical Transactions de Royal Society et dans d'autres publications scientifiques. Il supervise également le catalogue du cabinet de curiosités de Sir Hans Sloane dont 1 172 oiseaux et œufs.
Vers 1764, il se retire à Plaistow où il meurt peu après d'un cancer.
Deux autres œuvres posthumes sont publiées : Essays of Natural History, en 1770, et Elements of Fossilogy, en 1776.

## Citation
Art and Nature, like two Sisters, should always walk hand in hand, so that they may reciprocally aid and assist other.
(L'art et la nature, comme deux sœurs, devraient toujours marcher de concert, de sorte qu'ils puissent s'aider et s'assister réciproquement)
George Edwards vers 1743.

## Source
- (en) « George Edwards », dans Encyclopædia Britannica [détail de l’édition], 1911 (lire sur Wikisource).